# Verordnung (EU) Nr. 909/2014 (Zentralverwahrerverordnung)
Die Verordnung (EU) Nr. 909/2014 (CSDR oder Zentralverwahrerverordnung) ist eine EU-Verordnung für die Zentralverwahrung von Wertpapieren, die am 17. September 2014 in Kraft getreten ist. Als EU-Verordnung hat die Zentralverwahrer-Verordnung gleichermaßen in allen Unionsmitgliedstaaten allgemeine Gültigkeit und unmittelbare Wirksamkeit. Durch die Zentralverwahrer-Verordnung werden Wertpapier-Lieferungen und -Abrechnungen in der EU verbessert sowie das bisherige Wertpapierrecht grundlegend harmonisiert und einheitlich unionsweit reguliert.
Die Europäische Union beabsichtigt mit dieser Verordnung eine Stärkung der zentralen Marktinfrastrukturen in Europa. Die Europäische Union reagiert damit auch auf internationale Entwicklungen und Forderungen. So haben der Ausschuss für Zahlungsverkehrs- und Abrechnungssysteme (CPSS) der Bank für Internationalen Zahlungsausgleich (BIZ) und die Internationale Organisation der Wertpapieraufsichtsbehörden (IOSCO) im April 2012 weltweite Standards für Finanzmarktinfrastrukturen beschlossen, da die Finanzmärkte immer mehr einen globalen Charakter annehmen und auch die Systemrelevanz der Zentralverwahrer eine aufsichtsrechtliche Anforderung erfordere. In der EU finden jährlich etwa 330 Millionen Wertpapiertransaktionen statt, die einen Gegenwert von etwa 920 Billionen EURO darstellen.
Die Zentralverwahrer-Verordnung orientiert sich an den vom Ausschuss für Zahlungsverkehrs- und Abrechnungssysteme (CPSS) und der Internationalen Organisation der Wertpapieraufsichtsbehörden (IOSCO) entwickelten Vorgaben.

## Zweck
Die Zentralverwahrer-Verordnung hat den Zweck, die für das Funktionieren der Wertpapiermärkte systemrelevanten Dienstleistungen der Zentralverwahrer (Wertpapierliefer- und -abrechnungssysteme) zu gewährleisten und ein hohes Maß an Sicherheit für das Funktionieren der Märkte herzustellen und eine geeignete Kontrolle zu schaffen. Auch sollen „alle Marktteilnehmer und Zentralverwahrer denselben unmittelbar anwendbaren Verpflichtungen, Standards und Regeln unterliegen“. Bereits mit der Finalitätsrichtlinie (Finalitäts-RL) wurde diesbezüglich erste wichtige Schritte unternommen.
Auch soll durch die Zentralverwahrer-Verordnung der grenzüberschreitende „Wettbewerb zwischen ihnen gefördert werden, damit die Marktteilnehmer zwischen Anbietern wählen können und die Abhängigkeit von einem einzelnen Infrastruktur-Anbieter verringert wird.“ Auch sollen Zentralverwahrer zukünftig leichter grenzüberschreitende Dienstleistungen erbringen können, „ohne unterschiedliche Kataloge nationaler Anforderungen erfüllen zu müssen, zum Beispiel Vorschriften über Zulassung, Beaufsichtigung, Organisation oder Risiken von Zentralverwahrern. Eine identische Anforderungen an Zentralverwahrer vorschreibende Verordnung [könne] auch zur Beseitigung von Wettbewerbsverzerrungen beitragen“.

## Geltungsbereich
Die Zentralverwahrer-Verordnung gilt grundsätzlich für die Lieferung und Abrechnung sämtlicher Finanzinstrumente und die Tätigkeiten von Zentralverwahrern innerhalb des Europäischen Wirtschaftsraums. Spezifische Finanzinstrumenten sind nach Art 1 Abs. 3 der VO, insbesondere der Richtlinie 2003/87/EG, ausgenommen.

## Rechtsgrundlage
Rechtsgrundlage für die die Zentralverwahrer-Verordnung ist grundsätzlich Artikel 114 des Vertrags über die Arbeitsweise der Europäischen Union (AEUV), in der Auslegung des Gerichtshofs der Europäischen Union.

## Zentralverwahrer im Sinne der Verordnung
Zum Zentralverwahrer im Sinne der Zentralverwahrer-Verordnung siehe Zentralverwahrer (EU).

## ESMA
Die Europäische Wertpapier- und Marktaufsichtsbehörde (ESMA) hat eine zentrale Rolle bei der Anwendung der Zentralverwahrer-Verordnung. Sie soll
- die kohärente Anwendung der Unionsvorschriften durch die nationalen zuständigen Behörden sicherstellt und
- bei Meinungsverschiedenheiten zwischen diesen die Streitigkeiten beilegen,[19]
- der Kommission Jahresberichte übermitteln,
- Empfehlungen für Präventiv- oder Abhilfemaßnahmen abgeben,[20]
- vergleichende Analysen („peer reviews“) der Tätigkeiten der zuständigen Behörden im Rahmen dieser Verordnung durchführen,[21]
- Ausarbeitung von Entwürfen für technische Regulierungs- und Durchführungsstandards, die keine politischen Entscheidungen erfordern.[22]

## Europäische Kommission
Die Europäische Kommission hat die Befugnis (siehe Art 67 der Zentralverwahrer-Verordnung),
- bestimmte technische Regulierungsstandards[23] zu erlassen,[24]
- technische Durchführungsstandards mittels Durchführungsrechtsakten[25] zu erlassen,[26]
- Rechtsakte[27] im Hinblick auf spezifische Details einiger Begriffsbestimmungen, die Parameter für die Berechnung der von den Teilnehmern, die für gescheiterte Abwicklungen[28] verantwortlich sind, zu zahlenden Geldbußen und die Kriterien zu erlassen,[29]
- über Durchführungsbefugnisse[30] zur Anerkennung von Zentralverwahrern aus Drittländern zu entscheiden.[31]
- delegierte Rechtsakte gemäß Artikel 67 CSDR in Bezug auf Maßnahmen zur genaueren Festlegung der nichtbankartigen Nebendienstleistungen nach Abschnitt B Nummern 1 bis 4 des Anhangs sowie der nicht-bankartigen Dienstleistungen gemäß Abschnitt C des Anhangs zu erlassen.[32]

## Aufsicht
Die Aufsichtsbehörden müssen mit hinreichenden Befugnissen ausgestattet und „in der Lage sein, rechtswidriges Verhalten durch Anwendung abschreckender Sanktionsordnungen zu ahnden“.

### Whistleblower
Damit die Aufsichtsbehörden potenzielle Verstöße auch tatsächlich entdecken, soll „durch wirksame Mechanismen sichergestellt werden, dass den zuständigen Behörden mehr potenzielle oder tatsächliche Verstöße gegen diese Verordnung gemeldet werden“. Hierzu gehört auch, dass Personen, die potenzielle oder tatsächliche Verstöße gegen diese Verordnung melden geschützt werden, wie auch Personen, die solcher Verstöße beschuldigt werden (siehe Unschuldsvermutung / Schuldvermutung).

### Datenschutz
Die Tätigkeit der Aufsichtsbehörden, die Verarbeitung personenbezogener Daten in den Mitgliedstaaten im Rahmen dieser Verordnung, ist durch die Datenschutz-Richtlinie (RL 95/46/EG) geregelt und jeder Austausch und jede Übermittlung personenbezogener Daten durch zuständige Behörden der Mitgliedstaaten muss gemäß den Vorschriften dieser Richtlinie erfolgen.
Die Verordnung (EG) Nr. 45/2001 des Europäischen Parlaments und des Rates regelt die Verarbeitung personenbezogener Daten durch die ESMA im Rahmen dieser Verordnung.
Werden personenbezogene Daten mit ESMA ausgetauscht oder übermittelt, sind die Vorschriften der Verordnung (EG) Nr. 45/2001 einzuhalten.

## Aufbau der Verordnung
```
TITEL I (Gegenstand, Geltungsbereich und Begriffsbestimmung)
```

- Artikel 1 und 2

```
TITEL II (Wertpapierlieferung und -abrechnung)
```

- Kapitel I (Einbuchung im Effektengiro), Art 3
  - Artikel 3 und 4
- KAPITEL II (Abwicklungsperiode)
  - Artikel 5 (Vorgesehener Abwicklungstag)
- KAPITEL III (Abwicklungsdisziplin)
  - Artikel 6 bis 8 (über gescheiterter Abwicklungen)
- KAPITEL IV (Internalisierte Abwicklung)
  - Artikel 9 (Abwicklungsinternalisierer)

```
TITEL III (Zentralverwahrer)
```

- KAPITEL I
  - Abschnitt 1 (Zulassung und Beaufsichtigung von Zentralverwahrern)
    - Artikel 10 bis 15

  - Abschnitt 2 (Zulassungsvoraussetzungen und -Verfahren für Zentralverwahrer)
    - Artikel 16 bis 21

  - Abschnitt 3 (Beaufsichtigung von Zentralverwahrern)
    - Artikel 22

  - Abschnitt 4 (Erbringen von Dienstleistungen in einem anderen Mitgliedstaat)
    - Artikel 23 und 24

  - Abschnitt 5 (Beziehungen zu Drittländern)
    - Artikel 25
- KAPITEL II (Anforderungen an Zentralverwahrer)
  - Abschnitt 1 (Organisatorische Anforderungen)
    - Artikel 26 bis 31

  - Abschnitt 2 (Wohlverhaltensregeln)
    - Artikel 32 bis 35

  - Abschnitt 3 (Anforderungen an Zentralverwahrer-Dienstleistungen)
    - Artikel 36 bis 41

  - Abschnitt 4 (Aufsichtsrechtliche Anforderungen)
    - Artikel 42 bis 47

  - Abschnitt 5 (Anforderungen an Zentralverwahrer-Verbindungen)
    - Artikel 48
- KAPITEL III (Zugang zu Zentralverwahrern)
  - Abschnitt 1 (Zugang der Emittenten zu Zentralverwahrern)
    - Artikel 49

  - Abschnitt 2 (Zugang von Zentralverwahrern untereinander)
    - Artikel 50 bis 52

  - Abschnitt 3 (Zugang zwischen einem Zentralverwahrer und einer anderen Marktinfrastruktur)
    - Artikel 53

```
TITEL IV (Erbringung bankartiger Nebendienstleistungen für Teilnehmer eines Zentralverwahrers)
```

- Artikel 54 bis 60

```
TITEL V (Sanktionen)
```

- Artikel 61 bis 66

```
TITEL VI (Befugnisübertragung, Durchführungsbefugnis, Übergangs-, Änderungs- und Schlussbestimmungen)
```

- Artikel 67 bis 69

```
ANHANG (Verzeichnis der Dienstleistungen)
```

- ABSCHNITT A (Kerndienstleistungen der Zentralverwahrer)
- ABSCHNITT B (Nichtbankartige Nebendienstleistungen der Zentralverwahrer, die kein Kredit- oder Liquiditätsrisiko bergen)
- ABSCHNITT C (Bankartige Nebendienstleistungen)

## In der Verordnung nicht geregelter Bereich
In der Zentralverwahrer-Verordnung ist der eigentumsrechtliche Aspekte hinsichtlich der Wertpapiere, die auf von Zentralverwahrern geführten Konten verwahrt werden, nicht geregelt, weil dies „eine bereichsübergreifende Frage, die über den Geltungsbereich dieser Verordnung hinausgeht und in künftigen Gesetzgebungsakten der Union geregelt werden“ muss, sei.